# Villalba de Rioja
Villalba de Rioja è un comune spagnolo di 158 abitanti situato nella comunità autonoma di La Rioja.